# 李坤霖
李坤霖（1973年5月25日—），出生于山西省，籍贯山西省大同市，中国大陆演员。 
　　 

## 个人生活
李坤霖高中毕业后就读太原理工大学建筑学系，毕业后任职于机关单位。其后在山西可兰县神唐玉乡神唐玉村做了一年支教志愿者。后来考取中央戏剧学院并转行为演员（1999年毕业），亦考取了MBA硕士学位，是中国大陆演艺圈中的高学历者。目前主要从事演员工作，同时热心于公益事业，参加了众多公益活动并正在筹建青海玉树希望小学，现居北京，配偶Nicole来自美国。据其在新浪博客上的介绍，他热爱生活，喜欢酒类尤其是红酒；信仰佛教，经常参拜寺庙和参加佛学活动。其参演的影视作品《媳妇的美好时代》、《杜拉拉升职记》、《我的美丽人生》、《满秋》有较大影响。

## 作品

### 電影
| 拍摄时间 | 片名       | 角色   | 备注 |
| -------- | ---------- | ------ | ---- |
| 2000年   | 蝴蝶的微笑 | 建筑师 |      |
| 2007年   | 红旗飘飘   | 田雨   |      |

### 電視劇
| 拍摄时间 | 片名                 | 角色   | 备注 |
| -------- | -------------------- | ------ | ---- |
| 1996年   | 古城奇案             | 男二号 |      |
| 1996年   | 法镜                 | 徐政   |      |
| 1996年   | 我本不愿离开你       | 潇洒   |      |
| 1997年   | 大富人家             | 方达   |      |
| 1998年   | 在法律面前           | 吴大龙 |      |
| 1999年   | 明天我们结婚吧       | 肖晨   |      |
| 2000年   | 清风徐来             | 秦风   |      |
| 2000年   | 乡里乡亲住高楼       | 马大文 |      |
| 2007年   | 成都，今夜请将我遗忘 | 李良   |      |
| 2007年   | 生死桥               | 路新生 |      |
| 2009年   | 媳妇的美好时代       | 杨一凡 |      |
| 2009年   | 杜拉拉升职记         | 李文华 |      |
| 2009年   | 我的美丽人生         | 倪钢   |      |

### 广告
- 联想电脑
- 武汉健明
- 松下电器
- 北京吉普
- 哈尔滨制药
- IBM
- 日立
- 飘柔
- 民生银行
- 佳能

## 商业运作
- 北京明和星和（原慈文东方）演艺经纪有限公司
- 经纪人：胡丹